# موسیقی در جهان اسلام
از آن‌جا که دامنه تمدن اسلامی جز عربستان سعودی کشورهای بسیاری از جمله مصر، ایران، هند و آفریقا را دربرمی‌گرفت، موسیقی در جهان اسلام نیز با تنوع و گوناگونی روبه‌رو بوده‌است.

## تاریخچه
در میان فقهای اسلام کسانی مانند شهاب‌الدین الهیثمی و ابن ابی‌الدنیا بوده‌اند که موسیقی را یکسره لهو و لعب می‌دانستند و آن را مکروه یا حرام تلقی می‌نمودند. فارابی معتقد بود که موسیقی نمی‌تواند هرگونه حالت روحی یا هر نوع شور و هیجانی را در شخص برانگیزد. ابن زیله نیز معتقد بود که موسیقی می‌تواند شخص را به ارتکاب عمل گناه بکشاند. با این حال، ابوحامد محمد غزالی، موسیقی و سماع را جایز دانسته‌است.
برخی نیز مانند ابن خلدون نیز دربارهٔ هنر و مهارت موسیقی (صناعة الغناء) سخن گفته‌است و آن را از جنس تقطیع صوت می‌داند که می‌تواند در کلام و صوت انسان (مانند شعر) و نیز آلات موسیقی جاری گردد.
با ظهور ابزار جدید موسیقی، فقهان متاخر نیز دربارهٔ ماهیت غنا بحث کرده‌اند و آن را شامل موسیقی دانسته‌اند؛ از جمله میرزا یوسف آقا مجتهد اردبیلی از فقهای قرن چهاردهم هجری دربارهٔ حکم شنیدن غنا از طریق گرامافون و تلفن بحث می‌کند که آیا غنا از عوارض صوت است، ایا حقیقت صورت، فقط صدای حاصل از اجسام یا شامل صدای دیگر صاحبان روح مانند ملک و جن و حتی صدای حاصل از اجسام و جمادات می‌شود یا خیر؟

### موسیقی در بغداد
در بغداد، خلفای عباسی چون هارون‌الرشید و مأمون از موسیقی حمایت می‌نمودند، در زمان متوکل و منتصر همچنان موسیقی در دربار خلافت رونق داشت. در این دوره بسیاری از موسیقی‌دانان برجسته چون ابن‌طاهر خزائی، قریص جراحی، جحظه برمکی جذب دستگاه خلافت شدند.

### موسیقی ایرانی
بسیاری از موسیقیدان‌های بغداد، ایرانی‌تبار بودند، از جمله سرخسی، زکریای رازی، رودکی و راتبه نیشابوری.

### موسیقی اسپانیای مسلمان
در اسپانیای مسلمان، در دوران فرمان‌روایی امویان اندلس از موسیقی حمایت بسیاری به عمل آمد. مدارس بسیاری برای پرورش دختران آوازه‌خوان بنیاد نهاده شد؛ بسیاری از این دختران وارد دربار حکمرانان اموی اندلس می‌شدند؛ بزرگ‌ترین خنیاگر اندلس عباس بن نسائی بود همچنین زریاب نوازنده بربط و مخترع گیتار ایرانی‌تبار در این سرزمین می‌زیست. نظام موسیقایی در اندلس همان نظام عربی رایج در شرق بود که بر گام‌های فیثاغورس مبتنی بود.

### موسیقی در نزد ترکان مسلمان
ترکان سلجوقی، دوست‌داران موسیقی بودند. خنیاگر سنجر، کمال‌الزمان از نزدیکان دربار او بود. محمود غزنوی، فرخی سیستانی را در دربار خود داشت که چنگ نیکو می‌نواخت و به ستایشگری می‌پرداخت.

### پیشوایان دینی
در وسائل‌الشیعه از محمد نقل شده که گفته‌است: «شما را از بازی دف، ساز و نی، نرد و دایره و طبل و تنبور بر حذر می‌دارم». با این‌حال محدثانی همچون طبرسی و مجلسی روایت کرده‌اند زمانی که محمد وارد مدینه شد، زنانی از طایفهٔ بنی‌النجار در حالی که دف می‌زدند و آواز می‌خواندند مقدم او را گرامی داشتند. محمد از آن‌ها پرسید «شما مرا دوست می‌دارید؟» و زمانی که تأیید کردند سه بار گفت: «به خدا من هم شما را دوست می‌دارم». در چند روایت از جعفر صادق چنین نقل شده‌است: «در منزلی که چهل روز تار و تنبک (آلات موسیقی) به کار رود، خداوند شیطانی را به نام قفندر بر آن مسلط می‌کند و او به تمام اندام صاحب خانه می‌نشیند و در او می‌دمد، پس از آن، حیا و غیرت از او برداشته می‌شود، به گونه‌ای که برایش مهم نیست هرچه درباره‌اش بگویند و هرچه با ناموسش انجام دهند.

### مفهوم غنا
مسلمانان نواختن و شنیدن موسیقی غنایی، و آموختن و دادوستد ساز به نیّت اجرای «موسیقی غنایی» را حرام می‌دانند، که با توجه به برداشت‌های گوناگون از مفهوم «غنا» برای برخی این تحریم بخشی بزرگ و برای برخی دیگر بخش بسیار کوچکی را شامل می‌شود. از دیدگاه فقهی «غنا» به موسیقی‌ای گفته می‌شود که موجب شود شنونده به حالی درآید که قدرت تعقّل از او سلب شده و احساسات بر او به گونه‌ای مستولی نشود که بداند چه می‌اندیشد یا چه می‌کند. همچنین حجت الاسلام حسین سالک، کارشناس موضوع‌شناسی غنا و موسیقی، درمورد مفهوم غنا میگوید که اولاً از قدیم غنا به خواندن گفته شده نه به نوازندگی و اصلاً ارتباطی به نوازندگی ندارد و فضایی جداست؛ ثانیاً غنا را به همین مرحلهٔ اجرا با حنجره میگفتند.
البته برخی از فقهاء متقدم، مفهوم غِناء را شامل موسیقی (موسیقیِ سازی) هم می‌دانند. از جمله شیخ طوسی می‌گوید: «غناء حرام است؛ چه صدای آوازخوان باشد و چه صدای آلات موسیقی مانند نی و عود و تنبور (باشد)».
برخی مسلمانان نواختن و شنیدن موسیقی غنایی، و آموختن و دادوستد ساز به نیّت اجرای «موسیقی غنایی» را حرام می‌دانند، که با توجه به برداشت‌های گوناگون از مفهوم «غنا» برای برخی این تحریم بخشی بزرگ و برای برخی دیگر بخش بسیار کوچکی را شامل می‌شود. از دیدگاه فقهی «غنا» به موسیقی‌ای گفته می‌شود که موجب شود شنونده به حالی درآید که قدرت تعقّل از او سلب شده و احساسات بر او به گونه‌ای مستولی شود که نداند چه می‌اندیشد یا چه می‌کند. تشخیص موسیقی غنایی به عهده فرد مستمع است.

## موسیقی در جمهوری اسلامی ایران
با آغاز حکومت جمهوری اسلامی سید روح‌الله خمینی حکم به ممنوعیت پخش موسیقی از رادیو و تلویزیون داد. او موسیقی را شبیه تریاک می‌دانست و معتقد بود گوش دادن به موسیقی، افراد را احمق و مغز آنها را پوچ و غیرفعال می‌کند. با این‌حال هم در سال‌های اول انقلاب و هم در زمان جنگ ایران و عراق سرودهای اسلامی و انقلابی رواج یافتند اما با پایان جنگ، تولید این‌گونه آثار هم فروکش کرد. از اولین ترانه‌های انقلابی و اسلامی می‌توان به ترانهٔ «خمینی ای امام» و «برخیزید ای شهیدان» اشاره کرد.